# Jill Yulo
Jill Yulo (28 de Dezembro, 1989) é uma atriz das Filipinas.

## Filmografia

### Televisão
- Maalaala Mo Kaya
  - Episódio: "Dalandan" (2008) como Young Cathy
- Pedro Penduko at ang mga Engkantao (2007)
  - Episódio: "Saranggay" (2007) como Jane
- Maria Flordeluna (2007) como Annie Natividad
- Star Magic Presents: Abt Ur Luv (2007)
- Maalaala Mo Kaya
  - Episódio: "Cellphone" (2007) como Sheryl Gavito (Líder)
- Your Song: Ang Soundtrack ng LoveLife mo! (2006)
  - Episódio: "Panalangin" (2006)
- Maalaala Mo Kaya
  - Episódio: "Balabal" (2006) como Baby
  - Episódio: "Salamin" (2006) como Carlotta
- Star Magic Presents
  - Episódio: "Sabihin Mo Lang" (2006) como Belle
  - Episode: "Love Chop" (2006)
- Komiks 
  - Episódio: "Bunsong Kerubin" (2006)
- ASAP Mania
- Qpids (2005)
- Sarah The Teen Princess (2004)

### Cinema
- Tiyanaks (2007) como Hanz
- Happy Hearts (2007) como Margot
- D'Anothers (2005)
- Spirit of the Glass (2004)